# Emil Beyer
Emil Beyer, (Nova Iorque, 22 de novembro de 1876 - Rockville, 15 de outubro de 1934) foi um ginasta que competiu em provas de ginástica artística pelos Estados Unidos.
Filho de pais alemães, entrou para a Academia Militar em 1897 e, apesar de frequentá-la por quatro anos, não gradou-se. Em 1904, nos Jogos Olímpicos de St. Louis, fez parte da equipe norte-americana New York Turnverein. Junto aos companheiros Otto Steffen, John Bissinger, Max Wolf, Julian Schmitz e Arthur Rosenkampf, conquistou a medalha de prata por equipes, após superar e ser superado por um time dos Estados Unidos. Aposentado das práticas esportivas, abriu uma drogaria no Brooklyn.